# Страдомский, Борис Николаевич
Борис Николаевич Страдомский  (7 октября 1891, Киев — 15 марта 1934, Ростов-на-Дону) — учёный-медик, доктор медицинских наук, основатель ростовской школы инфекционистов, профессор кафедры инфекционных болезней Ростовского государственного университета (1930—1934), первый декан санитарно-гигиенического факультета Ростовского медицинского института.

## Биография
Страдомский Борис Николаевич родился 7 октября 1891 года в Киеве в семье студента Харьковского университета Николая Ивановича Страдомского. В 1910 году окончил харьковскую гимназию. В 1911 году поступил на медицинский факультет Харьковского университета. В годы учёбы в университете (1911—1916) Борис Николаевич много работал, результатом работ стала публикация в 1914 году статьи «О влиянии селезёнки и щитовидного аппарата на морфологический состав крови». С 4-го курса занимался на кафедре факультетской терапии под руководством зав. кафедрой профессора Жебровского. На 5-м курсе работал лаборантом этой кафедры. С 1911 по 1915 год работал в земских больницах практикантом, исполнял обязанности врача. С 1916 года работал ординатором кафедры факультетской терапии медицинского факультета Харьковского университета. Окончил университет в 1916 году.
Заболев туберкулёзом лёгких, выехал на лечение за границу, изучал там, заодно, немецкий, французский и английский языки.
В 1919 году, после сдачи экзамена на степень доктора медицины, уехал в Ростов-на-Дону. Работал ассистентом госпитальной терапевтической клиники медицинского факультета Донского университета под руководством зав. кафедрой профессора И. В. Завадского, читал в университете лекции по курсу «инфекционные болезни». С 1929 года — доктор медицинских наук.
В 1929 году был избран зав. кафедрой инфекционных болезней университета. В 1929 году ездил в Ташкент для содействия в организации там Узбекистанского медицинского института. В этом же году был избран на должность профессора одновременно двух университетов — узбекского и ростовского.
Б. Н. Страдомский в 1925—1926 года принимал участие в научных экспедициях на Кавказ, в Среднюю Азию, черноморское побережье, в Адлер, по Волго-Донскому каналу, где изучал очаги распространения малярии в стране. По материалам экспедиций были изданы труды: «Малярия на Северном Кавказе. Адлер. Пиленково».
По возвращении в Ростов-на-Дону работал на кафедре инфекционных болезней, занимался созданием в Ростове-на-Дону станции переливания крови.
Страдомский Борис Николаевич скончался 15 марта 1934 года в Ростове-на-Дону.

## Семья
Б. Н. Страдомский был дважды женат. От первого брака с Эльфридой Хермс имел дочь Валентину и сына Николая. Николай пошёл по стопам отца, стал доктором наук, работал в Германии.

## Научная деятельность
Область научных интересов: клиника малярий, холеры, инфекционная желтуха, туляремия, гематология.
Б. Н. Страдомский является автором около 40 научных публикаций. Борис Николаевич при жизни был знатоком искусства и музыкантом, написал несколько музыкальных сочинений.
Учениками профессор Б. Н. Страдомского были: С. А. Клячкин, Н. М. Бейнисович, И. А. Червинский, Л. Кретцер, академик Г. П. Руднев.

### Труды
- Страдомский Б. Н. К вопросу о лечении малярии (трёхдневной формы): По мат-лам Госпитал. терапевт. клиники, бывш. СКГУ и Адлер. экспедиции / Госпитал. терапевт. клиника Рост. н/Д гос. университета. — Ростов н/Д : Ростиздат, 1938. — 160 с.
- Страдомский Б. Н. Что такое малярия и как с ней бороться. Ростов-на-Дону. 1953. Азово-Черноморское краевое издательство.